# Frank Jarvis
Frank Washington Jarvis (31. srpna 1878 California, Pensylvánie – 2. června 1933 Sewickley, Pensylvánie) byl americký atlet, sprinter, olympijský vítěz v běhu na 100 metrů z roku 1900.

## Sportovní kariéra
Na olympiádě v Paříži v roce 1900 patřil k favoritům běhu na 100 metrů, když přijel na start jako mistr USA. Týden před olympiádou však prohrál v Londýně s jiným Američanem Arthurem Duffeyem. V rozběhu Jarvis i další Američan John Tewksbury vyrovnali světový rekord na 100 metrů časem 10,8. Finále bylo dlouho vyrovnané, Duffey si těsně před cílem natáhl sval a nedokončil závod. Jarvis zvítězil časem 11,0.
Na stejné olympiádě startoval v trojskoku i trojskoku z místa, ale bez úspěchu.